# Sthenurus
Cet article possède un paronyme, voir Stenailurus.
Genre
Espèces de rang inférieur
- † Sthenurus andersoni
- † Sthenurus atlas
- † Sthenurus browneorum
- † Sthenurus gilli
- † Sthenurus maddocki
- † Sthenurus occidentalis
- † Sthenurus oreas
- † Sthenurus orientalis
- † Sthenurus pales
- † Sthenurus stirlingi
- † Sthenurus tindalei

Sthenurus est un genre éteint de kangourous sthenurinés vivant durant le Pliocène et le Pléistocène, entre -2,2  millions d'années et -12 000 ans.

## Étymologie
Sthenurus signifie « queue forte ».

## Description

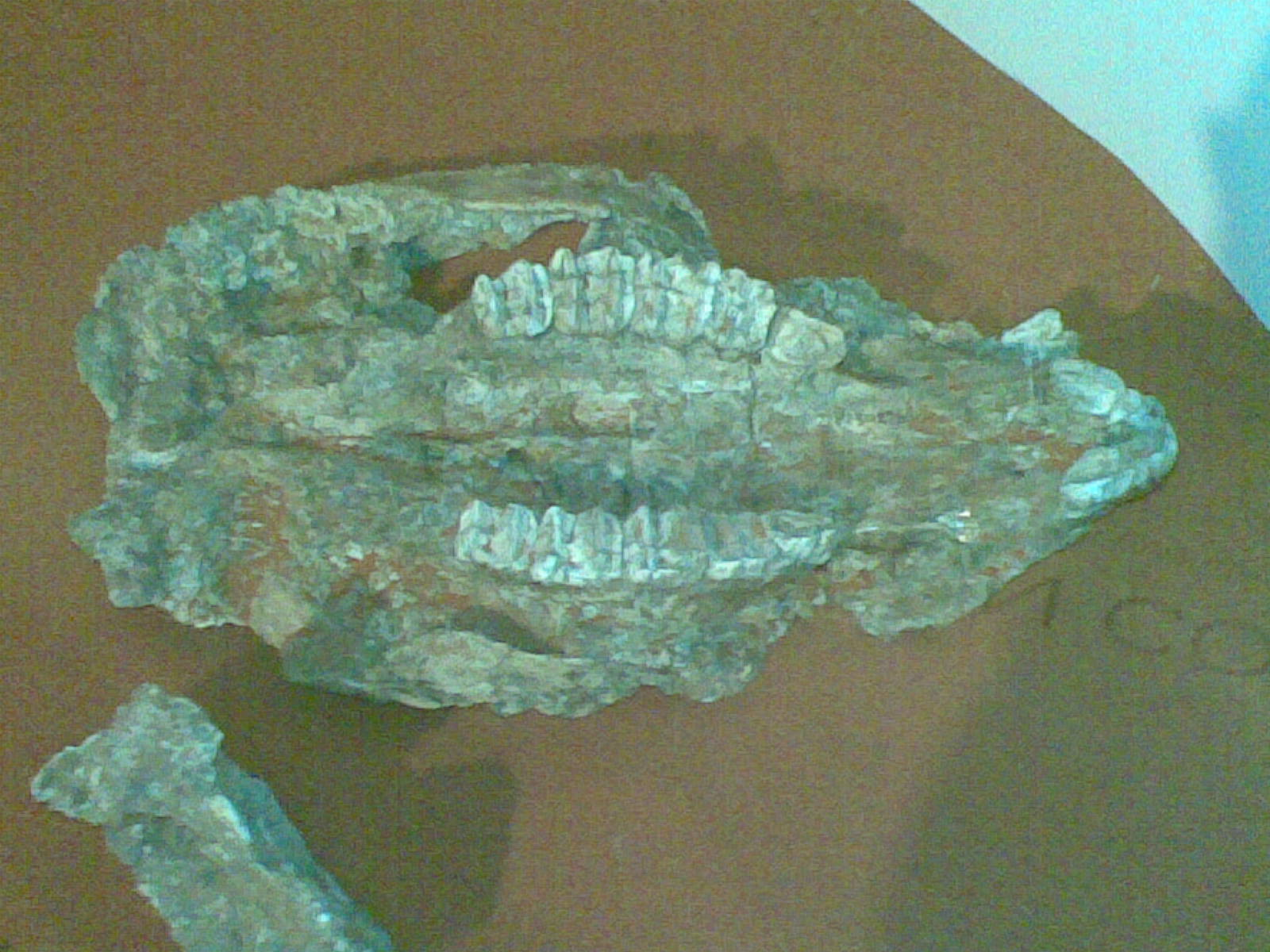
Fossile du crâne.

Avec une taille d'environ trois mètres, il était deux fois plus grand que des espèces existantes modernes. Sthenurus a été lié au plus connu Procoptodon . Il était l'un des plus grands kangourous 
avec Procoptodon goliah . Sthenurus était apparenté à Simosthenurus et il a été décrit par Richard Owen en 1873. La plus grande espèce  (Sthenurus strilingi) mesurait 3,5 mètres de longueur et pesait 225 kg. L'animal a disparu sans laisser de descendance. Son plus proche parent actuel et seule espèce de la sous-famille des Sthenurinae est le lièvre wallaby rayé.